# مقاطعة كايوغا (نيويورك)
مقاطعة كايوغا (بالإنجليزية: Cayuga County)‏ هي إحدى المقاطعات في ولاية نيويورك في الولايات المتحدة الأمريكية.

## أعلام
- صموئيل كلارك